# 1974年6月20日日食
1974年6月20日日食是一次日全食，發生於1974年6月20日。新月當天（即朔日），地球上觀測到月球和太阳的角距離極小，此時月球如果恰好在月球交點附近，穿過太阳和地球之間，與地球、太阳接近一直線，則會出現日食。月球本影接觸地表而使該區域完全得不到陽光，就會形成日全食，同時在本影兩側數千公里的半影範圍內遮擋部分陽光，形成日偏食。此次日全食經過了法屬南部和南極領地阿姆斯特丹岛和澳大利亚，日偏食則覆蓋了马达加斯加至澳大利亚一帶的廣大地區。

## 日食概況

### 出現區域
印度洋西南部、珀澤申群島以東約550公里處的洋面在日出時最先看到日全食，隨後月球本影向東北劃過很長的洋面，途中覆蓋了法屬南部和南極領地的阿姆斯特丹岛，逐漸轉為向東移動，在澳大利亚西澳大利亚州以西約1000公里處達到最大食分。此後本影又轉向東南，擦過澳大利亚西南角，最後在日落時分結束於麦夸里岛以西約700公里處。
此次全食帶覆蓋範圍內絕大部分都是海洋。本影經過的陸地僅有面積很小的阿姆斯特丹岛和在澳大利亚西南角擦過的約350公里，依次包括： 
- 法属南部和南极领地：阿姆斯特丹岛；
- ：擦過西澳大利亚州西南角。[3][4]

除了狹窄的全食帶內能看見日全食之外，月球半影覆蓋範圍內都能看到日偏食，包括馬爾加什共和國（今马达加斯加）、马约特、新胡安岛、格洛里厄斯群島、特罗姆林岛、馬斯克林群島、塞舌尔南部、马尔代夫南部、英屬印度洋領地、凱爾蓋朗群島、泰国最南端、马来西亚西馬和東馬中南部、汶莱中南部、印尼除東北部外的大部、葡屬帝汶（今东帝汶）、巴布亚新几内亚西南角、澳大利亚、新喀里多尼亞、新西兰西南部、南极洲靠近澳大利亚的很小一部分沿海地區，及印度洋中南部諸島嶼。

### 基本參數
- 類型：日全食
- 食甚中心處（位於西澳大利亚州以西約1000公里的印度洋東南部）資料：
  - 時間：1974年6月20日4:47:19.5
  - 地點：32°7.9′S 103°44.8′E / 32.1317°S 103.7467°E
  - 食分：1.0592（全食帶內最大）
  - 日全食持續時間：5分8.9秒

## 相關的日食

### 1971-1974年的日食
月球交替位於相對的月球交點時，以半個交點年（食年），即約177天又4小時間隔出現下列日食。
註：1971年2月25日和1971年8月20日的日偏食屬於上一組交點年系列。
| 降交點   | 降交點                   |          | 升交點                    | 升交點 |
| 沙羅週期 | 地圖                     | 沙羅週期 | 地圖                      |        |
| 116      | 1971年7月22日 偏食（北） | 121      | 1972年1月16日 環食        |        |
| 126      | 1972年7月10日 全食       | 131      | 1973年1月4日 環食         |        |
| 136      | 1973年6月30日 全食       | 141      | 1973年12月24日 環食       |        |
| 146      | 1974年6月20日 全食       | 151      | 1974年12月13日 偏食（北） |        |

### 沙羅周期
沙罗周期長度為18年11天。本次日食屬於沙羅周期146，共包含76次日食，依次為1541年9月19日至1920年5月18日的22次日偏食、1938年5月29日至2154年10月7日的13次日全食、2172年10月17日至2226年11月20日的4次全環食（亦稱混合食）、2244年12月1日至2659年8月10日的24次日環食、2677年8月20日至2893年12月29日的13次日偏食，總共歷時1352.26年。其中最長的全食發生於1992年6月30日，共持續了5分21秒。
下表列舉了1901年至2100年間發生的屬於該周期的日食，是第21至32次：
| 21            | 22            | 23            |
| ------------- | ------------- | ------------- |
| 1902年5月7日  | 1920年5月18日 | 1938年5月29日 |
| 24            | 25            | 26            |
| 1956年6月8日  | 1974年6月20日 | 1992年6月30日 |
| 27            | 28            | 29            |
| 2010年7月11日 | 2028年7月22日 | 2046年8月2日  |
| 30            | 31            | 32            |
| 2064年8月12日 | 2082年8月24日 | 2100年9月4日  |

## 資料來源
1. ↑  樊忠玉. . 中国天文科普网.   [2016-03-19]. （原始内容存档于2014-09-17）.
2. 1 2  Fred Espenak. . NASA Eclipse Web Site.   [2016-03-19]. （原始内容存档于2020-10-20）.（英文）
3. ↑  Fred Espenak. . NASA Eclipse Web Site.   [2016-03-19]. （原始内容存档于2020-10-20）.（英文）
4. ↑  Xavier M. Jubier. .   [2016-03-19]. （原始内容存档于2016-03-27）.（法文）（英文）
5. ↑  Fred Espenak. . NASA Eclipse Web Site.   [2016-03-19]. （原始内容存档于2008-08-29）.（英文）
6. ↑  Fred Espenak. . NASA Eclipse Web Site.（英文）

## 外部連結
- NASA日食專頁（页面存档备份，存于）（英文）
- 可見區域圖和時間統計：由弗雷德·埃斯佩纳克做出的日食預報，NASA/GSFC
  - Google互動地圖呈現的日食範圍
  - 貝塞爾元素
- Google地圖顯示的日全食和日偏食範圍（页面存档备份，存于）（法文）（英文）

| \| \| 日食 \|                              |                              |                                            |
| 上一次日食： 1973年12月24日日食 （日環食） | 1974年6月20日日食 （日全食） | 下一次日食： 1974年12月13日日食 （日偏食） |
| 上一次日全食： 1973年6月30日日食           | 1974年6月20日日食 （日全食） | 下一次日全食： 1976年10月23日日食          |
|                                            | 日食                         |                                            |